# 松本賢一 (政治家)
松本 賢一（まつもと けんいち、1903年（明治36年）11月26日 - 1990年（平成2年）11月26日）は、昭和期の実業家、政治家。参議院議員（2期）、広島県呉市長。

## 経歴
広島県で松本勝太郎の三男として生まれる。東洋大学印度哲学科を卒業し、1932年（昭和7年）からベルリン大学に留学し哲学歴史地理を研究した。
農場経営を行い、呉市信用組合長を務め、1950年（昭和25年）三津窯業社長となる。1954年（昭和29年）4月、呉市長に就任。2期在任し、台風災害からの復旧、呉市民大学講座の開設、近隣町村との合併、呉豊栄高等学校（現呉市立呉高等学校）の新設、呉少年合唱団の創設などに尽力した。1961年（昭和36年）10月に市長を辞職した。
1962年（昭和37年）7月の第6回参議院議員通常選挙に広島県地方区から日本社会党公認で出馬して初当選。1968年（昭和43年）7月の第8回通常選挙でも再選され、参議院議員に連続2期在任した。この間、参議院決算委員長、社会保障制度審議会（現社会保障審議会）委員、中国地方開発審議会委員、社会党広島県本部委員長、選挙制度審議会特別委員などを務めた。
1990年（平成2年）11月26日死去、87歳（生没同日）。死没日をもって勲二等瑞宝章追贈、従四位に叙される。

## 著作
- 『日本地図集：欧洲古版』十一組出版部、1943年。
- 『市長の休日帖』垂水書房、1963年。
- 編『南蛮紅毛日本地図集成』鹿島出版会、1975年。

## 親族
- 兄 松本俊一（外交官）[1]